# Культурный центр «Москвич»
Культурный центр «Москвич»  (Дворец культуры Автомобильного завода имени Ленинского комсомола, ДК «Москвич») — крупнейший культурный центр на юго-востоке города Москвы, основан в 1977 году на базе завода АЗЛК. С 2007 года является государственным бюджетным учреждением культуры города Москвы.

## История
Дворец культуры был построен 5 ноября 1977 года при автомобильном заводе имени Ленинского комсомола, как место для проведения досуга работников предприятия. С 1977 по 1995 год владельцем Культурного центра являлся АЗЛК, после 1995 года было создано Акционерное общество «Культурный центр Москвич».
В начале 2000-х, после банкротства АЗЛК, здание культурного центра было выставлено на продажу и попало под угрозу прекращения деятельности. Благодаря неравнодушным жителям района и коллективу сотрудников Культурного центра здание удалось отстоять. В 2007 году здание было выкуплено городом и вышел указ об образовании ГБУК "Культурный центр «Москвич».

## Творчество
В стенах Культурного центра функционирует множество творческих объединений, клубов и танцевальных коллективов. Одними из самых известных являются «Буратино», «Москвич» и «Алеко». Также в Культурном центре базируется драматический театр-студия «Традиция», основанная в 1968 году театральным педагогом А. С. Рудницким.

## Архитектура
Здание выполнено в стиле советский модернизм. Внешняя часть отделана мрамором и ракушечником. Над зданием работали архитекторы К. С. Шехоян, И. М. Каменский, Д. П. Король и Н. А. Тарасенко.